# Palaeomicrogaster
Palaeomicrogaster – wymarły rodzaj błonkówek z rodziny męczelkowatych.. 
Do rodzaju zaliczany jest jeden gatunek - Palaeomicrogaster oculatus znany z eocenu (priabon). Jego skamieniałości odnaleziono w  osadach formacji Bouldnor na terenie Wielkiej Brytanii. Osiągał on 2,7 mm długości ciała i 2,5 mm rozpiętości przednich skrzydeł. Skały w których znaleziono skamieniałości Palaeomicrogaster wytworzyły się w słodkowodnych jeziorach oraz przybrzeżnych lagunach.